# Roseto Valfortore
Roseto Valfortore là một town and comune of the tỉnh Foggia trong vùng Apulia miền nam nước Ý. Đô thị này có diện tích 49,71 ki-lô-mét vuông, dân số là 1311 người (cuối năm 2003)..
Khu vực xung quanh Roseto là núi, sông Fortore chảy qua thị trấn này.